# Eckert (cráter)
Eckert es un pequeño cráter de impacto lunar, que se encuentra aislado de otros. Se halla en la zona norte del Mare Crisium (una zona circular, relativamente oscura y plana). El cráter forma un hoyo circular en la superficie circundante del mar lunar. Los cráteres más cercanos son Peirce al oeste-noroeste, y Picard al sudoeste. Al oeste existe una dorsa, característica que sólo es visible bajo luz oblicua.